# Wamba crispulus
Wamba crispulus är en spindelart som först beskrevs av Simon 1895.  Wamba crispulus ingår i släktet Wamba och familjen klotspindlar. Inga underarter finns listade i Catalogue of Life.